# Keep Your Heads Down
Keep Your Heads Down – czwarty studyjny album polskiej grupy muzycznej Flapjack z 2012 roku wydany nakładem Makumba Music. Stanowił kolejną płytę grupy opublikowaną po 15 latach od poprzedniej w dyskografii. Pierwotnie tytuł płyty miał brzmieć Miserable Human Beings.

## Lista utworów
| Nr  | Tytuł utworu                 | Tekst      | Długość |
| --- | ---------------------------- | ---------- | ------- |
| 1.  | „Stand Up”                   |            | 4:29    |
| 2.  | „Party Never Ends”           |            | 3:47    |
| 3.  | „BTV”                        |            | 5:45    |
| 4.  | „...False Flag Operation”    |            | 3:24    |
| 5.  | „Dead End”                   |            | 4:07    |
| 6.  | „In a Structure” (feat. Hau) | Hau        | 4:33    |
| 7.  | „The Ballad of Frankie Pots” | Hau, Guzik | 1:04    |
| 8.  | „YoGo”                       |            | 0:04    |
| 9.  | „Nombre: Odio”               |            | 3:55    |
| 10. | „Black Leather Couch”        |            | 3:54    |
| 11. | „Feud” (feat. Hau)           | Hau        | 4:36    |
| 12. | „Blackmail”                  |            | 3:43    |
| 13. | „Quicksand”                  |            | 4:55    |
| 14. | „Reborn” (feat. Olass)       | Olass      | 4:49    |
|     |                              |            | 53:05   |

## Twórcy
| Zespół Flapjack w składzie - Grzegorz „Guzik” Guziński – śpiew - Wojciech „Jankiel” Moryto – gitara rytmiczna - Maciej Jahnz – gitara prowadząca - Michał „Mihau” Kaleciński – gitara basowa - Maciej „Ślimak” Starosta – perkusja | Inni - Rafał „Hau” Mirocha – śpiew (6,8,11) - Aleksander „Olass” Mendyk – śpiew (14), gitara rytmiczna (14) - Bartek „Bartass” Dębicki – gitara prowadząca (14) - Tomasz „Demolka” Molka – perkusja (14) - Dariusz Giers - chórki (7,9) - Kuba Mańkowski - gitara (14) - Patryk Stawiński - syntezator, fortepian, chórki (2,3,7,9,13) |